# Knutsberg, Karlshamns kommun
Knutsberg är en bebyggelse i Asarums socken i Karlshamns kommun i Blekinge län. Knutsberg klassades av SCB före 2015 som en småort för att därefter räknas som en del av tätorten Stilleryd.